# 愛知県立瀬戸つばき特別支援学校
愛知県立瀬戸つばき特別支援学校（あいちけんりつ せとつばきとくべつしえんがっこう）は、愛知県瀬戸市南山口町にある公立特別支援学校。

## 概要
- 知的障害を抱える児童・生徒を教育対象とする。
- 通学区域は瀬戸市、尾張旭市、長久手市及び春日井市南部、豊田市の山間部（旧・猿投町の一部、旧・藤岡町、旧・小原村、旧・足助町の一部、旧・下山村、旧・旭町、旧・稲武町）であり、スクールバスは春日井コース、長久手コース、瀬戸西コース、瀬戸東コース、豊田コースの5系統が運行されている。
- 校地は地方職員共済組合みなみやまグラウンドの跡地である。
- 校名は、瀬戸市と瀬戸市の花の椿に因む。校章も椿をデザインしたものである。

## 学部構成
- 小学部
- 中学部
- 高等部

## 沿革
- 2018年（平成30年）4月 - 愛知県立春日台特別支援学校内にに開設準備室を設置する。
- 2019年（平成31年）4月 - （通学区域としては）愛知県立春日台特別支援学校及び愛知県立三好特別支援学校から分離し、開校。

## 交通アクセス
- リニモ (Linimo)愛・地球博記念公園駅下車、徒歩約20分。
- 愛知環状鉄道線瀬戸口駅下車、徒歩約35分。